# Deafheaven
Deafheaven és un grup estatunidenc de post-metal format l'any 2010 a San Francisco arran que el cantant George Clarke i el guitarrista Kerry McCoy gravessin i autoeditessin una maqueta junts. Després de la seva publicació, el grup va incorporar tres nous membres i va començar una gira de concerts. Abans de finals de 2010, el grup va signar amb Deathwish Inc. i després va publicar el seu àlbum de debut, Roads to Judah, l'abril de 2011. Deafheaven va popularitzar un estil únic que barrejava black metal, shoegaze i post-rock, entre altres influències, més endavant anomenat «blackgaze» per la crítica musical.
El segon àlbum de Deafheaven, Sunbather, es va publicar el 2013 amb una àmplia acceptació de la crítica, convertint-se en un dels àlbums millor valorats de l'any als EUA. El 2015 el grup va seguir amb New Bermuda i el 2018 amb Ordinary Corrupt Human Love. El seu àlbum del 2021, Infinite Granite, va reduir dràsticament la presència de veus cridant. El 2025 va publicar Lonely People with Power, que presentava un so més pesat i agressiu.

## Estil musical
L'estil musical de Deafheaven s'ha descrit com a black metal, blackgaze, post-metal, screamo, shoegaze, post-black metal i art metal. Rolling Stone l'ha considerat una «mescla de black metal, shoegaze i post-rock». Kerry McCoy ha citat diverses altres influències pel que fa al so de la banda, com ara el rock alternatiu i el thrash metal primerenc, i ha reconegut que no es consideren una banda de black metal, perquè, encara que estan influenciats pel gènere, no tenen «l'ethos, l'estètica ni el seu so».
George Clarke ha esmentat Burzum, ColdWorld, Leviathan, Iron Maiden, Metallica, Slayer, Morbid Angel, Pantera i Weakling com a influències.
Després del sorgiment del terme «blackgaze», el gènere va ser inicialment criticat pels seguidors del black metal tradicional i el heavy metal. No obstant això, amb l'èxit de Sunbather, aquesta percepció es va apaivagar aviat i des de llavors s'ha considerat com un referent definitiu per al gènere. L'èxit de l'àlbum també va donar a la banda un atractiu molt més estès, tocant en diversos grans festivals on Deafheaven sol ser l'únic grup orientat al metal.

## Discografia
Àlbums d'estudi
- Roads to Judah (2011)
- Sunbather (2013)
- New Bermuda (2015)
- Ordinary Corrupt Human Love (2018)[24]
- Infinite Granite (2021)
- Lonely People with Power (2025)[25]